# واتلی (ماساچوست)
واتلی(به انگلیسی: Whately) شهرکی در شهرستان فرانکلین ایالت ماساچوست می‌باشد که در سال ۱۷۷۱ بنیان‌گذاری شده‌است. این شهرک در سرشماری سال ۲۰۱۰ میلادی، ۱٬۴۹۶ نفر جمعیت داشته‌است.